# Epileptični napad
Epileptični napad, tudi božjastni krč, je nenaden izbruh značilnih epileptičnih manifestacij, ki so jim skupna podlaga ponavljajoča se sinhronizirana vzburjenja večjega števila možganskih nevronov.

## Razvrstitev
Poznamo več vrst epileptičnih napadov, v glavnem pa jih delimo na velike, ki se imenujejo generalizirani epileptični napadi (fr. grand mal), ter na male epileptične napade (fr. petit mal) z zelo kratkimi izgubami zavesti (absencami).

### Generalizirani epileptični napad
Za velike (generalizirane) epileptične napade je značilno, da se pri osebi, ki doživi napad, pojavijo močni nekontrolirani krči, ki povzročijo tresenje celotnega telesa. Pri tem se pri bolniku lahko pojavi izguba zavesti, bruhanje, nenadzorovano uriniranje ter penjenje z ust. Oseba se med napadom slabo ali pa sploh ne zaveda okolice, zato je po napadu zmedena, pogosto tudi depresivna in utrujena. Zaradi značilnih mišičnih krčev se po napadu pojavi utrujenost mišic. Napade delimo tudi na klonične pri katerih prihaja do več zaporednih krčev mišic, kar povzroča tresenje, ter na tonične kjer oseba doživi manj krčev, ki trajajo dalj časa. Pri tem lahko oseba v krču za daljši čas zadržuje dih, kar privede do pomanjkanja kisika v krvi ter pomodrelosti obraza. Pri takšnih napadih lahko pride do fizičnih poškodb, bodisi zaradi padca osebe ali udarca (predvsem z glavo) v trde ali celo ostre predmete. Obstaja tudi možnost zadušitve ter nenadne odpovedi srca, ki je pri osebah z epilepsijo desetkrat pogostejša kot pri splošni populaciji.

### Mali epileptični napad
Pri manjšem oziroma delnem napadu pa se pojavi tako imenovano stremenje v eno točko, delna zmedenost, izguba občutka za čas ter v nekaterih primerih manjši, delni mišični krči. Pogosto so takšni napadi za okolico neopazni, so pa za osebo z epilepsijo prav tako stresni in neprijetni. Zaradi neprepoznavanja napadov se pogosto zgodi, da se tovrstna epilepsija diagnosticira relativno pozno, še posebej pri majhnih otrocih. Pri takšnem napadu fizična pomoč ni potrebna, saj se osebe pri napadih načeloma ne poškodujejo, je pa priporočljivo, da se jim nudi moralno oporo in asistenco saj se po napadu pogosto pojavi zmedenost in depresija.

## Pomoč prizadetemu
Če smo priča epileptičnemu napadu, je pomembno, da odreagiramo trezno, kar je osebi, ki ga je utrpela, lahko v veliko pomoč. In sicer:
- ostanemo mirni
- osebo, ki je utrpela napad, položimo na bok ter ji glavo obrnemo proti tlem (s tem preprečimo ugriz v jezik ter morebitno zadušitev. V usta ji ne dajemo ničesar, saj lahko pride do poškodb.)
- pod glavo ji položimo mehak predmet ter s tem preprečimo udarce z glavo ob tla. Za to uporabimo, kar imamo pri roki (pulover, blazino ali ji glavo nežno držimo z rokami)
- poskušamo definirati čas trajanja napada
- v primerih, ko pride do daljšega napada (več kot 5–6 minut), poškodb osebe, ali bruhanja, pokličemo zdravniško pomoč.

Posebej pozorni pa moramo biti tudi na naslednje napotke: da osebe z napadom ne premikamo na druga mesta, ne pritiskamo k tlom in ne skušamo ustaviti krčev. Ne odpiramo ji ust in ne tlačimo ničesar vanje, saj lahko s tem poškodujemo zobe. Osebi z epileptičnim napadom ne damo piti tekočine, dokler se povsem ne osvesti.
Posebej nevarni so epileptični napadi med spanjem, saj po navadi takrat v bližini ni nikogar, ki bi osebi z epileptičnim napadom pomagal. Pri napadih v spanju obstajajo nevarnosti zadušitve, padca s postelje, udarca v glavo ter motenj srčnega utripa, ki lahko v hujših primerih privede do življenjsko nevarnih stanj. Vendar pa je tehnologija na tem področju že toliko napredovala, da omogoča osebam z epilepsijo in njihovim bližnjim mirnejše noči ter bolj brezskrbno spanje. Osebe, ki trpijo za epilepsijo si lahko pomagajo z brezkontaktni senzorji, ki bližnje opozorijo na napad, takoj ko se le-ta zgodi in tako se lahko skrbniške osebe (starši, otroci, partner/ka...) nemudoma odzovejo in pomagajo osebi, ko le-ta doživi napad.